# NGC 7571
NGC 7571 (NGC 7597) é uma galáxia lenticular (S0) localizada na direcção da constelação de Pegasus. Possui uma declinação de +18° 41' 18" e uma ascensão recta de 23 horas, 18 minutos e 30,3 segundos.
A galáxia NGC 7571 foi descoberta em 23 de Outubro de 1864, por Albert Marth.